# Guerra dei polli
La ribellione di Leopoli, meglio conosciuta come guerra dei polli o guerra delle galline (in polacco Wojna kokosza) fu una rivolta della nobiltà polacca contro re Sigismondo I Jagellone nel 1537. Il nome di "guerra dei polli" venne coniato dai magnati, che per la maggior parte sostenevano che "il re affermasse che l'unico effetto della guerra era la quasi estinzione dei polli locali, mangiata dai nobili riuniti per la ribellione a Leopoli, nella Piccola Polonia". La guerra dei polli fu la prima szlachta della storia polacca.

## Antefatto
All'inizio del suo regno, Sigismondo I Jagellone ereditò il regno di Polonia, con oltre un secolo di tradizioni libertarie della nobiltà locale, confermate dai numerosi privilegi di cui essa godeva. Sigismondo si trovò di fronte al problema di dover consolidare il potere interno e gestire le minacce esterne al paese. Durante il governo del suo predecessore, re Alessandro, erano stati approvati i "Nihil novi", i quali impedivano ai re di Polonia di promulgare leggi senza il consenso del parlamento. Dal momento che il parlamento era nelle mani dell'aristocrazia, Sigismondo si sentiva minacciato nelle proprie libertà decisionali. Per rafforzare il proprio potere, iniziò pertanto una serie di riforme tra cui ad esempio un esercito stabile su coscrizione nel 1527, con un complesso apparato burocratico per finanziarlo. Supportato dalla moglie Bona Sforza, iniziò ad acquistare terre per la Corona e ad attuare nel contempo riforme agricole per aumentare il tesoro reale e consentire un migliore sfruttamento dei suoi beni terrieri. Iniziò inoltre un processo di restituzione di quei beni regali che erano stati concessi in affitto ai nobili del paese.

## La rivolta
Nel 1537 le politiche del re sfociarono in un conflitto. La nobiltà, radunata presso Leopoli, creò un piccolo esercito per costringere il re ad abbandonare i suoi progetti di riforma. Secondo resoconti dell'epoca, 150 000 miliziani si raccolsero per la rivolta. Una rappresentanza di aristocratici si presentò al re con 36 richieste, delle quali le più rilevanti erano:
1. Conferma ed estensione dei privilegi della nobiltà;
2. Varo di una legge che consentisse solo all'aristocrazia locale di occupare determinati incarichi in loco;
3. Esenzione delle tasse per la nobiltà;
4. Fermo all'espansione del tesoro reale a scapito dell'aristocrazia e dei suoi possedimenti;
5. Cessazione di ulteriori acquisizioni terriere da parte della regina Bona Sforza;
6. Creazione di un corpo permanente di consiglieri del re (composto da aristocratici)
7. Adozione di una legge che definisse la incompatibilitas, ovvero l'incompatibilità di certi uffici nelle mani di una stessa persona;

inoltre i rivoltosi criticarono aspramente il ruolo della regina Bona, accusandola di "cattiva influenza" nei confronti del giovane principe Sigismondo Augusto (futuro Sigismondo II), e di cercare di ottenere maggior potere per sé a scapito dello stato. Ben presto emerse come anche i rappresentanti dell'aristocrazia polacca fossero divisi al loro interno e quindi si cercò di raggiungere un compromesso per quanto possibile. Troppo deboli per dare inizio ad una vera e propria guerra civile per ribadire i propri diritti contro il re, i rivoltosi infine si accordarono per un compromesso. Il re, forte della sua posizione, rifiutò quasi tutte le richieste degli aristocratici, mentre accettò il principio dell'incompatibilitas e l'anno successivo si accordò nuovamente con loro per non perseguire la politica dell'elezione del futuro sovrano polacco vivente rege. I nobili, seppur non del tutto soddisfatti, non poterono fare altro che ritornare alle loro abitazioni.